# Fred Hammerstein
Alfred (Fred) Hammerstein (Rotterdam, 3 mei 1946) is een Nederlands jurist en hoogleraar aan de Radboud Universiteit Nijmegen. Daarvoor was hij onder andere raadsheer in de Hoge Raad der Nederlanden.
Hammerstein, zoon van een advocaat, studeerde rechten aan de Katholieke Hogeschool Tilburg van 1965 tot 1970, waarna hij in 1977 aan de Katholieke Universiteit Nijmegen bij W.C.L. van der Grinten promoveerde op Eigenlijke en oneigenlijke zaaksvervanging. Na zijn promotie werd hij gerechtsauditeur en rechter-plaatsvervanger bij de Rechtbank Arnhem, in 1979 gevolgd door een benoeming tot voltijds rechter. Zes jaar later werd hij raadsheer in het Gerechtshof Arnhem, en in 1991 vicepresident. Naast zijn werk als rechter was hij onder andere lid van de Staatscommissie voor het internationaal privaatrecht, voorzitter van de redactie van het Tijdschrift voor Civiele Rechtspleging, lid van de NBW-commissie van de Nederlandse Vereniging voor Rechtspraak, griffier van het Scheidsgerecht voor het Nederlandse Ziekenhuiswezen en lid van de redactie van Trema.
Op 4 december 1997 werd Hammerstein door de Hoge Raad aanbevolen voor benoeming tot raadsheer na een vacature die was opengevallen wegens het vertrek van Wouter Snijders en de daaropvolgende benoeming van Willibrord Davids tot vicepresident. Hammersteins benoeming volgde op 20 juli 1998. In 2004 vertrok hij uit de Hoge Raad om president van het Gerechtshof Arnhem te worden. Zijn plaats in de civiele kamer van de Hoge Raad werd daarbij overgenomen door Jules van Oven, wiens plaats in de strafkamer werd opgevuld door Kees Streefkerk. Twee jaar later werd hij opnieuw benoemd, ditmaal ter vervanging van de tot vicepresident benoemde Geert Corstens. Hij bleef raadsheer tot 1 mei 2011 toen hij terugtrad wegens het bereiken van de pensioengerechtigde leeftijd; hij werd opgevolgd door Gerbrant Snijders.
In 2012 werd Hammerstein benoemd tot hoogleraar geschilbeslechting aan de Radboud Universiteit Nijmegen. Tussen juli 2013 en juli 2016 was hij bovendien regeringscommissaris voor de digitalisering van het burgerlijk procesrecht, beter bekend als het programma Kwaliteit en Innovatie (KEI). Vanaf 2016, tot zijn terugtreden per 1 december 2020, was hij ook voorzitter van de Restitutiecommissie. Hij kondigde zijn vertrek aan kort voordat een speciale onderzoekscommissie onder leiding van de huidige voorzitter van de Restitutiecommissie, Jacob Kohnstamm, een rapport uitbracht over het functioneren van de Restitutiecommissie. 